# العلاقات التركية الكازاخستانية
العلاقات التركية الكازاخستانية هي العلاقات الثنائية التي تجمع بين تركيا وكازاخستان.

## مقارنة بين البلدين
هذه مقارنة عامة ومرجعية للدولتين:
| وجه المقارنة                                              | تركيا         | كازاخستان                      |
| --------------------------------------------------------- | ------------- | ------------------------------ |
| المساحة (كم2)                                             | 783.56 ألف    | 2.72 مليون                     |
| عدد السكان (نسمة)                                         | 80.14 مليون   | 17.95 مليون                    |
| الكثافة السكانية (ن./كم²)                                 | 102.28        | 6.6                            |
| العاصمة                                                   | أنقرة         | نور سلطان                      |
| اللغة الرسمية                                             | اللغة التركية | اللغة القازاقية، اللغة الروسية |
| العملة                                                    | ليرة تركية    | تينغ كازاخستاني                |
| الناتج المحلي الإجمالي (بليون دولار)                      | 851.10 مليار  | 159.41 مليار                   |
| الناتج المحلي الإجمالي (تعادل القوة الشرائية) بليون دولار | 1.57 تريليون  | 439.39 مليار                   |
| الناتج المحلي الإجمالي الاسمي للفرد دولار أمريكي          | 9.12 ألف      | 10.51 ألف                      |
| الناتج المحلي الإجمالي للفرد دولار أمريكي                 | 19.79 ألف     | 24.23 ألف                      |
| مؤشر التنمية البشرية                                      | 0.761         | 0.788                          |
| رمز المكالمات الدولي                                      | +90           | +7                             |
| رمز الإنترنت                                              | .tr           | .kz، .қаз ‏                     |
| المنطقة الزمنية                                           | ت ع م+03:00   | ت ع م+05:00، ت ع م+06:00       |

## مدن متوأمة
في ما يلي قائمة باتفاقيات التوأمة بين مدن تركية وكازاخستانية:
- ترتبط أوشاك مع نور سلطان باتفاقية توأمة.
- ترتبط أنقرة مع نور سلطان باتفاقية توأمة منذ 1990.
- ترتبط إسطنبول مع نور سلطان باتفاقية توأمة منذ 1997.
- ترتبط أنطاليا مع ألماتي باتفاقية توأمة منذ 15 مايو 2008.[16][16][16][17]
- ترتبط بورصة مع أوسكمان باتفاقية توأمة منذ 1971.
- ترتبط إسكي شهر مع أورال باتفاقية توأمة منذ 23 أبريل 2013.
- ترتبط أضنة مع شيمكنت باتفاقية توأمة.
- ترتبط إزمير مع شيمكنت باتفاقية توأمة منذ 2019.[18][18][18][18]

## منظمات دولية مشتركة
يشترك البلدان في عضوية مجموعة من المنظمات الدولية، منها:
| علم المنظمة | اسم المنظمة                               | تاريخ انضمام تركيا | تاريخ انضمام كازاخستان |
| ----------- | ----------------------------------------- | ------------------ | ---------------------- |
|             | الاتحاد البريدي العالمي                   | ?                  | ?                      |
|             | بنك التنمية الآسيوي                       | 1991               | 1994                   |
|             | يونسكو                                    | 4 نوفمبر 1946      | 22 مايو 1992           |
|             | البنك الدولي للإنشاء والتعمير             | 11 مارس 1947       | 23 يوليو 1992          |
|             | منظمة الشرطة الجنائية الدولية             | ?                  | ?                      |
|             | الأمم المتحدة                             | 24 أكتوبر 1945     | 2 مارس 1992            |
|             | منظمة الأمن والتعاون في أوروبا            | 25 يونيو 1973      | 30 يناير 1992          |
|             | مؤسسة التنمية الدولية                     | 22 ديسمبر 1960     | 23 يوليو 1992          |
|             | منظمة التعاون الإسلامي                    | 25 سبتمبر 1969     | ?                      |
|             | وكالة ضمان الاستثمار متعدد الأطراف        | 3 يونيو 1988       | 12 أغسطس 1993          |
|             | الاتحاد الدولي للاتصالات                  | 1866               | 23 فبراير 1993         |
|             | مؤسسة التمويل الدولية                     | 19 ديسمبر 1956     | 30 سبتمبر 1993         |
|             | مجموعة الموردين النوويين                  | ?                  | ?                      |
|             | الفريق المعني برصد الأرض                  | ?                  | ?                      |
|             | منظمة حظر الأسلحة الكيميائية              | ?                  | ?                      |
|             | المركز الدولي لتسوية المنازعات الاستشارية | 2 أبريل 1989       | 21 أكتوبر 2000         |

## وصلات خارجية
- موقع وزارة الخارجية التركية
- موقع وزارة الخارجية الكازاخستانية